# Joyce Appleby
Joyce Oldham Appleby (Omaha, 9 de abril de 1929-Taos, 23 de diciembre de 2016) fue una académica, historiadora, y feminista estadounidense, que desarrolló actividades académicas y científicas en la Universidad de California, Los Ángeles (UCLA). En 1991 fue presidenta de la Organización de Historiadores de EE. UU.; y, en 1997, de la Asociación de Historiadores de EE. UU..

## Biografía
Appleby nació Omaha, Nebraska. Asistió a escuelas públicas de Omaha, Dallas, Kansas City, Evanston, Phoenix, y en Pasadena.
En 1950, obtuvo su B.A. por la Universidad Stanford y posteriormente escribió en revistas de Nueva York.  Regresando a la academia, en 1966, obtuvo su Ph.D. por la Claremont Graduate School.
Viuda de Andrew Bell Appleby, profesor de historia europea en la Universidad Estatal de San Diego. Su primer matrimonio con Mark Lansburgh terminó en divorcio. Tuvo tres hijos: Ann Lansburgh Caylor, Mark Lansburgh, y Frank Bell Appleby.
Falleció el 23 de diciembre de 2016 a la edad de 87 años.

## Carrera
De 1967 a 1981, fue docente en la Universidad Estatal de San Diego; luego, se convirtió en profesora de historia en la Universidad de California, Los Ángeles. Entre 1990 y 1991, fue profesora de Historia Norteamericana Harold Vyvyan Harmsworth en la Universidad de Oxford.
Cuando era presidenta de la Organización de Historiadores de EE. UU. Appleby obtuvo el apoyo del Congreso para una donación destinada a enviar bibliotecas de estudios estadounidenses a sesenta universidades del mundo; así, un grupo de técnicos realizó una selección de 1.000 libros sobre historia, literatura, ciencia política, sociología y filosofía estadounidenses.
Fue especialista en historiografía y pensamiento político de la antigua República de los Estados Unidos, con intereses especiales en el republicanismo, el liberalismo y la historia de las ideas sobre el capitalismo. Se desempeñó en los consejos editoriales de numerosas revistas académicas y proyectos editoriales, y recibió importantes becas nacionales.

## Obra

### Artículos
- "Reconciliation and the Northern Novelist, 1865–1880", Civil War History 10 (junio de 1964)

- "The Jefferson-Adams Rupture and the First French Translation of John Adams' Defence", Am. Historical Review 73, No. 4 (abril de 1968)

- "The New Republican Synthesis and the Changing Political Ideas of John Adams", Am. Quarterly 25, No. 5 (diciembre de 1973)

- "Liberalism and the American Revolution", New England Quarterly 49, No. 1 (marzo de 1976)

- "The Social Origins of American Revolutionary Ideology", J. of American History 64 (4) (marzo de 1978)

- "Modernization Theory and the Formation of Modern Social Theories in England and America", Comparative Studies in Society and History 20 (2) (abril de 1978)

- "Commercial Farming and the 'Agrarian Myth' in the Early Republic" (La agricultura comercial y el 'mito agrario' en la República temprana), J. of American History 68 (4) (marzo de 1982)

- "What Is Still American in the Political Philosophy of Thomas Jefferson?", William and Mary Quarterly 39, No. 2 (abril de 1982)

- "History as Art: Another View" (La historia como arte: otra visión), Am. Quarterly 34, No. 1 (Spring 1982)

- "Republicanism and Ideology", Am. Quarterly 37, No. 4 (otoño de 1985)

- "Republicanism in Old and New Contexts", William and Mary Quarterly 43, No. 1 (enero de 1986)

- "The American Heritage: The Heirs and the Disinherited" (La herencia americana: los herederos y los desheredados), J. of American History 74, No. 3 (diciembre de 1987)

- "One Good Turn Deserves Another: Moving beyond the Linguistic; A Response to David Harlan" (Una buena vuelta merece otra: ir más allá de lo lingüístico; Una respuesta a David Harlan), Am. Historical Review 94, No. 5 (diciembre de 1989)

- "Recovering America's Historic Diversity: Beyond Exceptionalism" (Recovering America's Historic Diversity: Beyond Exceptionalism), J. of American History 79, No. 2 (septiembre de 1992)

- "The Personal Roots of the First American Temperance Movement" (Las raíces personales del primer movimiento de la templanza estadounidense), Proceedings of the American Philosophical Society 141, No. 2 (junio de 1997)

- "The Power of History", Am. Historical Review 103, No.1 (febrero de 1998)

- "The Americans' Higher-Law Thinking behind Higher Lawmaking", Yale Law Journal 108, No. 8 (junio de 1999)

### Libros
- Economic Thought and Ideology in Seventeenth Century England (Pensamiento económico e ideología en la Inglaterra del siglo XVII) (Princeton, New Jersey: Princeton University Press, 1978)  ISBN 0-691-05265-4

- Capitalism and a New Social Order: The Republican Vision of the 1790s (New York: New York University Press, 1984) ISBN 0-8147-0581-2

- Liberalism and Republicanism in the Historical Imagination (Liberalismo y Republicanismo en la imaginación histórica.) (Cambridge, Massachusetts: Harvard University Press, 1992) ISBN 0-674-53012-8

- (coautora) Telling the Truth About History (New York, New York: W. W. Norton & Company, 1994) ISBN 978-0-393-31286-7

- (ed.) Knowledge and Postmodernism in Historical Perspective (New York: Routledge, 1996) ISBN 0-415-91382-9

- (ed.) Recollections of the Early Republic: Selected Autobiographies (Recuerdos de la República temprana: Autobiografías seleccionadas) (Boston: Northeastern University Press, 1997) ISBN 1-55553-301-9

- Inheriting the Revolution : The First Generation of Americans (Heredando la revolución: la primera generación de estadounidenses) (Cambridge, Massachusetts: Belknap Press, 2000) ISBN 0-674-00236-9

- The Relentless Revolution: A History of Capitalism (La revolución implacable: una historia del capitalismo) (New York: W. W. Norton & Company, 2010) ISBN 978-0-393-06894-8

- Shores of Knowledge: New World Discoveries and the Scientific Imagination (Orillas del conocimiento: los descubrimientos del nuevo mundo y la imaginación científica) (New York: W. W. Norton & Company, 2013) ISBN 978-0-393-23951-5

## Honores

### Membresías
- 1993: electa miembro de la American Academy of Arts and Sciences.[7]